# Нельсон Акоста
Нельсон Акоста (ісп. Nelson Acosta, нар. 12 червня 1944, Пасо-де-лос-Торос) — уругвайський футболіст, що грав на позиції півзахисника. По завершенні ігрової кар'єри у 1984 році він прийняв чилійське громадянство і став футбольним тренером.

## Клубна кар'єра
У дорослому футболі дебютував 1969 року виступами за команду клубу «Уракан Бусео», в якій провів два сезони. Своєю грою за цю команду привернув увагу представників тренерського штабу клубу «Пеньяроль», до складу якого приєднався 1972 року. Відіграв за команду з Монтевідео наступні чотири сезони своєї ігрової кар'єри. За цей час він тричі поспіль став з командою чемпіоном Уругваю у 1973, 1974 і 1975 роках, а також тричі доходив до півфіналу Кубка Лібертадорес (1972, 1974 і 1976).
1977 року відправився до Чилі, де спочатку недовго пограв за «Евертон» (Вінья-дель-Мар), а потім тривалий час з 1978 по 1981 рік грав за «О'Хіггінс», а закінчував у клубах «Фернандес Віаль» та «Лота Швагер».

## Виступи за збірну
1971 року дебютував в офіційних матчах у складі національної збірної Уругваю. Протягом кар'єри у національній команді, яка тривала 6 років, провів у формі головної команди країни 5 матчів.
У складі збірної був учасником Кубка Америки 1975 року, де зайняв з командою четверте місце.

## Кар'єра тренера
У 1984 році отримав громадянство Чилі, очоливши тренерський штаб клубу «Фернандес Віаль», де пропрацював по 1988 рік, після чого протягом 1988—1991 тренував «О'Хіггінс».
З 1992 по 1996 рік (з невеликими перервами на роботу з мексиканським клубом перервами «Крус Асуль» та збірної Чилі) тренував клуб «Уніон Еспаньйола», з яким виграв Кубок Чилі у 1992 і 1993 роках, а також став чвертьфіналістом Кубка Лібертадорес 1994 року.
1996 року знову став головним тренером збірної Чилі, яку наступного року повіз на розіграш Кубка Америки 1997 року у Болівії. Втім на турнірі чилійці провалились, програвши усі три гри у групі. Тим не менш Акості вдалося із зірковою парою нападників Іван Саморано—Марсело Салас вивести Чилі на чемпіонату світу 1998 року у Франції, після 16-річної перерви. На «мундіалі» чилійцям вдалося вийти з групи вперше з часів домашнього чемпіонату 1962 року, зігравши усі три гри внічию, але у 1/8 фіналу збірна Чилі була розбита майбутніми фіналістами турніру бразильцями (1:4).
Пізніше він посів з командою четверте місце на Кубку Америки 1999 року у Парагваї і здобув бронзову медаль з командою до 23 років на Олімпійських іграх 2000 року. Тим не менш, жахливі результати у відборі на чемпіонат світу 2002 року (7 очок після 10 турів) призвели до звільнення в листопаді 2000 року після домашньої поразки 0:2 від Аргентини.
2002 року Акоста очолив клуб «Кобрелоа», з яким виграв Апертуру 2003 року, після чого став головним тренером збірної Болівії, але не досягнув жодних результатів і наступного року повернувся в «Кобрелоу», вигравши з нею ще один національний чемпіонат, цього разу Клаусуру 2004 року.
2005 року Нельсон втретє став головним тренером збірної Чилі і очолював її на Кубку Америки 2007 року у Венесуелі. На турнірі чилійці зазнали дві розгромних поразки від Бразилії: спочатку 0:3 у групі, а потім 1:6 у чвертьфіналі, в результаті чого по закінченні турніру у липні Нельсон покинув посаду. Звільненню також посприяв і скандал «Puertoordazo», коли під час турніру деякі гравці збірної, в тому числі і капітан Хорхе Вальдівія, напилися і напали на працівників готелю, де вони перебували в Пуерто-Ордасі.
У вересні 2007 року очолив «Евертон» (Вінья-дель-Мар), за який колись виступав як футболіст. Клуб на той момент ішов у зоні вильоту. 3 червня 2008 року «Евертон» під керівництвом Акости став чемпіоном Чилі — вперше за 32 роки, перервавши гегемонію «Коло-Коло».
11 грудня 2010 року знову став головним тренером клубу «Кобрелоа», з яким став фіналістом Клаусури 2011 року і кваліфікувався на Південноамериканський кубок 2012 року, але ще до початку турніру 2 квітня 2012 року покинув посаду через низку невдалих результатів.
24 травня 2012 року очолив еквадорський «Депортіво Кіто», однак 30 липня того ж року покинув клуб.
У січні 2014 року він повернувся до «Евертона» із завданням врятувати клуб від вильоту, але Акості це не вдалося, і 8 травня 2014 року він покинув клуб, після чого з кінця року і до вересня 2015 року тренував «Депортес Ікіке».

## Титули і досягнення

### Як гравця
- Чемпіон Уругваю (3):

«Пеньяроль»: 1973, 1974, 1975

### Як Тренера
- збірна Чилі: Бронза на Літніх Олімпійських іграх у Сіднеї 2000.
- Чемпіон Чилі (3):

«Кобрелоа»: Апертура 2003, Клаусура 2004
«Евертон»: Апертура 2008
- Володар Кубка Чилі (2):

«Уніон Еспаньйола»: 1992, 1993